# Rodrigo Nascimento
Rodrigo Nascimento (* 23. Juni 1985) ist ein brasilianischer Straßenradrennfahrer.
Rodrigo Nascimento wurde 2008 bei der brasilianischen Meisterschaft Dritter im Einzelzeitfahren der Eliteklasse hinter dem Sieger Cleberson Weber. In der nächsten Saison gewann Nascimento bei der nationalen Meisterschaft das Einzelzeitfahren in São Carlos. In der Saison 2013 war er beim Straßenrennen der nationalen Meisterschaft erfolgreich.

## Erfolge
2009
- Brasilianischer Meister – Einzelzeitfahren

2013
- Brasilianischer Meister – Straßenrennen

2018
- Brasilianischer Meister – Straßenrennen